# Championnat d'Italie de football 1922-1923
Le Championnat d'Italie de football 1922-1923 est la vingt-troisième édition du championnat d'Italie. Le titre est remporté par le Genoa Cricket and Football Club. 

## Phase régionale

### Ligue du Nord

#### Groupe A
|  |     | Classement Groupe A                  | Pts | J  | G  | N | D  | Bp | Bc |
|  | --- | ------------------------------------ | --- | -- | -- | - | -- | -- | -- |
|  | 1.  | US Pro Vercelli                      | 36  | 22 | 17 | 2 | 3  | 49 | 14 |
|  | 2.  | Foot Ball Club Torino                | 32  | 22 | 14 | 4 | 4  | 59 | 12 |
|  | 3.  | Ginnastica Sampierdarenese           | 28  | 22 | 12 | 4 | 6  | 37 | 22 |
|  | 4.  | Pisa Sporting Club                   | 25  | 22 | 11 | 3 | 8  | 43 | 33 |
|  | 5.  | Hellas Vérone                        | 24  | 22 | 9  | 6 | 7  | 29 | 26 |
|  | 6.  | Casale Calcio                        | 23  | 22 | 7  | 9 | 6  | 23 | 17 |
|  | 7.  | Football Club Internazionale Milano  | 21  | 22 | 8  | 5 | 9  | 33 | 37 |
|  | 7.  | SEF Virtus Bologna                   | 21  | 22 | 8  | 5 | 9  | 15 | 22 |
|  | 9.  | Associazione Calcio Mantova          | 18  | 22 | 6  | 6 | 10 | 18 | 27 |
|  | 10. | Unione Sportiva Torinese             | 16  | 22 | 6  | 4 | 12 | 23 | 41 |
|  | 11. | Petrarca Padova Foot-Ball Club       | 15  | 22 | 6  | 3 | 13 | 20 | 51 |
|  | 12. | Unione Sportiva Speranza Savona 1912 | 5   | 22 | 0  | 5 | 17 | 10 | 57 |

- Pro Vercelli qualifié pour la seconde phase de groupe de la Ligue du Nord.
- Mantova, Petrarca et Speranza Savona relégué en Seconda Divisione 1923-24. Torinese qui était relégué disparaît.

#### Groupe B
|  |     | Classement Groupe B             | Pts | J  | G  | N  | D  | Bp | Bc |
|  | --- | ------------------------------- | --- | -- | -- | -- | -- | -- | -- |
|  | 1.  | Genoa Cricket and Football Club | 39  | 22 | 17 | 5  | 0  | 61 | 18 |
|  | 2.  | AC Legnano                      | 32  | 22 | 13 | 6  | 3  | 37 | 19 |
|  | 3.  | Bologna Football Club           | 27  | 22 | 11 | 5  | 6  | 66 | 21 |
|  | 4.  | Milan Football Club             | 26  | 22 | 8  | 10 | 4  | 32 | 28 |
|  | 5.  | Foot-Ball Club Juventus         | 25  | 22 | 10 | 5  | 7  | 31 | 23 |
|  | 6.  | Modène Football Club            | 24  | 22 | 10 | 4  | 8  | 27 | 23 |
|  | 6.  | US Cremonese                    | 24  | 22 | 10 | 4  | 8  | 28 | 25 |
|  | 8.  | Foot Ball Club Spezia           | 19  | 22 | 5  | 9  | 8  | 20 | 29 |
|  | 9.  | Derthona Foot Ball Club 1908    | 19  | 22 | 6  | 7  | 9  | 29 | 31 |
|  | 10. | Unione Sportiva Rivarolese 1919 | 18  | 22 | 7  | 4  | 11 | 28 | 49 |
|  | 11. | Esperia Football Club           | 6   | 22 | 1  | 4  | 17 | 11 | 50 |
|  | 12. | Associazione Calcio Udinese     | 5   | 22 | 1  | 3  | 18 | 14 | 68 |

- Genoa qualifié pour la seconde phase de groupe de la Ligue du Nord.
- Derthona, Esperia, Rivarolese et Udinese relégué en Seconda Divisione 1923-24. Derthona fut relégué après avoir perdu en barrage face à la Spezia. Match aller le 1er juillet à Gênes (0-0 a.p). Match rejouer le 8 juillet à Gênes : victoire de la Spezia 3-2.

#### Groupe C
|  |     | Classement Groupe C                    | Pts | J  | G  | N | D  | Bp | Bc |
|  | --- | -------------------------------------- | --- | -- | -- | - | -- | -- | -- |
|  | 1.  | Calcio Padova                          | 32  | 22 | 14 | 4 | 4  | 47 | 21 |
|  | 2.  | Alessandria Calcio                     | 32  | 22 | 14 | 4 | 4  | 34 | 14 |
|  | 3.  | SPAL Ferrara                           | 30  | 22 | 12 | 6 | 4  | 37 | 15 |
|  | 3.  | Unione Sportiva Livorno                | 30  | 22 | 13 | 4 | 5  | 43 | 19 |
|  | 5.  | Foot Ball Club Novara                  | 26  | 22 | 12 | 2 | 8  | 41 | 24 |
|  | 6.  | Società Ginnastica Andrea Doria        | 24  | 22 | 9  | 6 | 7  | 40 | 29 |
|  | 7.  | Foot Ball Club Brescia                 | 20  | 22 | 8  | 4 | 10 | 34 | 28 |
|  | 8.  | Unione Sportiva Dilettantistica Novese | 19  | 22 | 5  | 9 | 8  | 26 | 32 |
|  | 9.  | Lucca Football Club                    | 16  | 22 | 6  | 4 | 12 | 24 | 55 |
|  | 10. | Unione Sportiva Milanese               | 14  | 22 | 3  | 8 | 11 | 23 | 43 |
|  | 11. | Pastore Torino                         | 11  | 22 | 4  | 3 | 15 | 16 | 53 |
|  | 12. | Savona 1907 Football Club              | 10  | 22 | 3  | 4 | 15 | 14 | 46 |

- Padova qualifié pour la seconde phase de groupe de la Ligue du Nord après avoir gagné le match de barrage face à Alessandria joué le 3 juin à Milan. Victoire de Padova 2-1.
- Lucchese, Milanese, Pastore et Savona relégué en Seconda Divisione 1923-24.

#### Seconde phase de groupe
|  |    | Classement                      | Pts | J | G | N | D | Bp | Bc |
|  | -- | ------------------------------- | --- | - | - | - | - | -- | -- |
|  | 1. | Genoa Cricket and Football Club | 7   | 4 | 3 | 1 | 0 | 8  | 2  |
|  | 2. | US Pro Vercelli                 | 3   | 4 | 1 | 1 | 2 | 5  | 5  |
|  | 3. | Calcio Padova                   | 2   | 4 | 1 | 0 | 3 | 4  | 10 |

- Genoa qualifié pour la finale  nationale face au vainqueur de la Ligue du Sud

### Ligue du Sud

#### Première phase de la Ligue du Sud

##### Championnat de Campanie
|    | Classement                           | Pts | G | N | D | Bp | Bc |
| -- | ------------------------------------ | --- | - | - | - | -- | -- |
| 1. | Football Club Savoia 1908            | 15  | 7 | 1 | 0 | 27 | 6  |
| 2. | Foot-Ball Club Internazionale-Naples | 11  | 5 | 1 | 2 | 8  | 5  |
| 3. | US Juve Stabia                       | 8   | 4 | 0 | 4 | 12 | 11 |
| 4. | SS Cavese                            | 6   | 3 | 0 | 5 | 11 | 19 |
| 5. | Ilva Bagnolese                       | 0   | 0 | 0 | 8 | 1  | 18 |

- Savoia et Internazionale-Naples qualifié pour la seconde phase de la Ligue du Sud.
- Le Football Club Puteolana n'a pas pris part au championnat en raison de difficultés financières.

##### Championnat du Latium
|    | Classement                  | Pts | G | N | D | Bp | Bc |
| -- | --------------------------- | --- | - | - | - | -- | -- |
| 1. | SS Lazio                    | 17  | 8 | 1 | 1 | 30 | 14 |
| 2. | Unione Sportiva Alba Audace | 15  | 7 | 1 | 2 | 42 | 13 |
| 3. | Fortitudo Pro Roma          | 11  | 5 | 1 | 4 | 20 | 18 |
| 4. | US Romana                   | 7   | 3 | 1 | 6 | 12 | 21 |
| 5. | Audax Juventus              | 6   | 3 | 0 | 7 | 14 | 21 |
| 6. | Roman Football Club         | 4▼  | 2 | 0 | 8 | 7  | 28 |

- SS Lazio et Alba Audace qualifiés pour la seconde phase de la Ligue du Sud.

##### Championnat des Pouilles
|    | Classement          | Pts | G | N | D | Bp | Bc |
| -- | ------------------- | --- | - | - | - | -- | -- |
| 1. | Pro Italia Taranto  | 13  | 6 | 1 | 1 | 25 | 7  |
| 2. | Ideale Bari         | 12  | 6 | 0 | 2 | 19 | 8  |
| 3. | Audace Taranto      | 9   | 3 | 3 | 2 | 15 | 11 |
| 4. | Liberty Bari        | 5   | 2 | 1 | 5 | 10 | 18 |
| 5. | Sporting Club Lecce | 1   | 0 | 1 | 7 | 7  | 32 |

- Pro Italia Taranto et Ideale Bari qualifiés pour la seconde phase de la Ligue du Sud.

##### Championnat de Sicile
|    | Classement        | Pts | G | N | D | Bp | Bc |
| -- | ----------------- | --- | - | - | - | -- | -- |
| 1. | Libertas Palermo  | 4   | 2 | 0 | 0 | 3  | 0  |
| 2. | FC Messina Peloro | 2   | 1 | 0 | 1 | 2  | 1  |
| 3. | US Palerme        | 0   | 0 | 0 | 2 | 0  | 4  |

- Libertas Palermo qualifié pour la seconde phase de la Ligue du Sud.

#### Seconde phase de la Ligue du Sud

##### Groupe A
|    | Classement                  | Pts | G | N | D | Bp | Bc |
| -- | --------------------------- | --- | - | - | - | -- | -- |
| 1. | Football Club Savoia 1908   | 10  | 4 | 2 | 0 | 11 | 3  |
| 2. | Unione Sportiva Anconitana  | 7   | 3 | 1 | 2 | 8  | 5  |
| 3. | Unione Sportiva Alba Audace | 7   | 3 | 1 | 2 | 10 | 9  |
| 4. | Pro Italia Taranto          | 0   | 0 | 0 | 6 | 0  | 12 |

- Savoia qualifiée pour la finale de la Ligue du Sud.

##### Groupe B
|    | Classement                           | Pts | G | N | D | Bp | Bc |
| -- | ------------------------------------ | --- | - | - | - | -- | -- |
| 1. | SS Lazio                             | 12  | 6 | 0 | 0 | 29 | 4  |
| 2. | Ideale Bari                          | 8   | 4 | 0 | 2 | 8  | 11 |
| 3. | Libertas Palermo                     | 4   | 2 | 0 | 4 | 10 | 20 |
| 4. | Foot-Ball Club Internazionale-Naples | 0   | 0 | 0 | 6 | 2  | 14 |

- Lazio qualifiée pour la finale de la Ligue du Sud.

#### Finale de la Ligue du Sud
Aller
| 24 juin 1923 | Savoia | 3 - 3 | SS Lazio | Campo Oncino, Torre Annunziata |
|              |        |       |          | Spectateurs : ? Arbitrage : ?  |

Retour
| 1er juillet 1923 | SS Lazio | 4 - 1 | Savoia | ?                             |
|                  |          |       |        | Spectateurs : ? Arbitrage : ? |

- La Lazio est qualifiée pour la finale nationale face au vainqueur de la Ligue du Nord.

## Finale nationale
La finale nationale oppose le Genoa vainqueur de la Ligue du Nord à la SS Lazio vainqueur de la Ligue du Sud.
Aller
| 15 juillet 1923 | Genoa CFC | 4 - 1 | SS Lazio | Gênes                         |
|                 |           |       |          | Spectateurs : ? Arbitrage : ? |

Retour
| 22 juillet 1923 | SS Lazio | 0 - 2 | Genoa CFC | Rome                          |
|                 |          |       |           | Spectateurs : ? Arbitrage : ? |

## Effectif du Genoa
- Giovanni De Prà
- Delfo Bellini
- Renzo De Vecchi
- Ottavio Barbieri
- Luigi Burlando
- Ettore Leale
- Ettore Neri
- Daniele Moruzzi
- Edoardo Cattos
- Aristodemo Santamaria
- Augusto Bergamino
- Entraîneur : William Garbutt